# Инвазија на Америку (филм)
Инвазија на Америку (енгл. Invasion U.S.A.) је амерички акциони филм из 1985. године са Чаком Норисом у главној улози.